# قائمة مؤلفات النووي

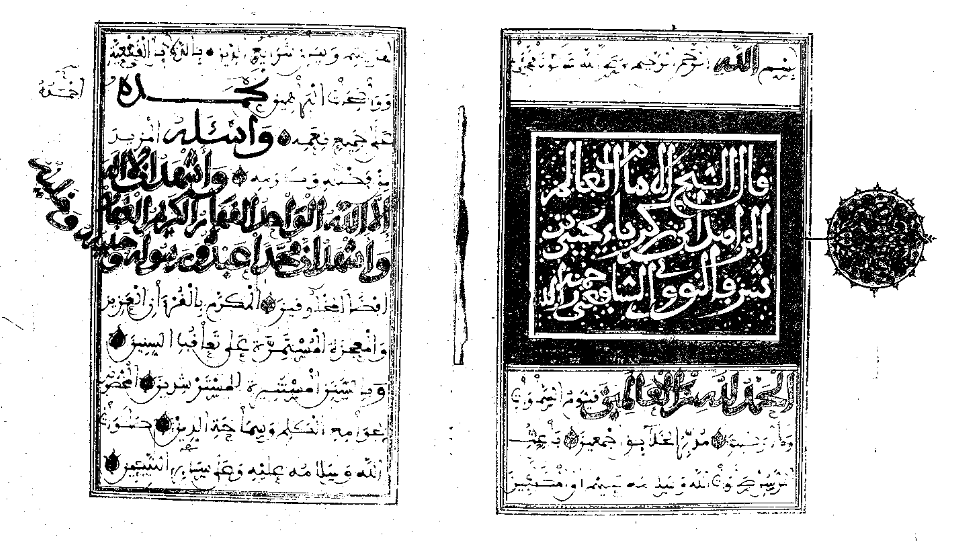
مخطوطة للأربعين النووية في مكتبة تشستر بيتي بإيرلندا

للإمام النووي مؤلفات كثيرة، مع أنه عاش نحو ست وأربعين سنة فقط، فقد ترك من المؤلفات ما لو قُسم على سنين حياته لكان نصيب كل يوم كراستين، ولقد حُكي عنه أنه كان يكتب حتى تكل يده فتعجزه، فيضع القلم ثم ينشد:
قال الكمال الأدفوي: «كل ذلك (أي تصنيف مصنفاته) في زمن يسير وعمر قصير»، وقال ابن العطار: «وانتفع الناس بسائر البلاد بتصانيفه، وأكبوا على تحصيل تواليفه، حتى رأيت من كان يشنؤها (يبغضها) في حياته، مجتهداً في تحصيلها والانتفاع بها بعد موته، فرحمه الله ورضي عنه، وجمع بيننا وبينه في جناته».
وقد ألف النووي في علوم شتى: الفقه والحديث وشرح الحديث والمصطلح واللغة والتراجم والتوحيد وغير ذلك، وتتميز مؤلفاته بالوضوح وصحة التعبير وانسيابه بسهولة وعدم تكلف، يقول الذهبي: «إن عبارته أبسط من كلامه»، وأسلوبه أسلوب عصره مع عذوبة في الألفاظ، حتى إن ابن مالك النحوي الشهير اشتهى أن يحفظ المنهاج إعجاباً بما يكتب ويؤلف. ومؤلفات النووي ثلاثة أقسام: قسم أنجزه وأتمه، وقسم أدركته الوفاة قبل أن يتمه، وقسم غسل أوراقه أي محاها، وكانوا يغسلونها لأمر ما ولا يتلفونها لحاجتهم إلى ورقها.

## مؤلفات الإمام النووي
صنف النووي مؤلفات كثيرة ورسائل عديدة، رغم قصر عمره الذي أمضاه مشتغلا بالعلم شغوفا به.
قال ابن السبكي: «لا يخفى على ذي بصيرة أن لله تبارك وتعالى عناية بالنووي ومصنفاته».
وكانت مؤلفات النووي ما بين الحديث، والفقه، وأدب الطلب وأصول الاعتقاد، واللغة، وغيرها.

## مؤلفاته في الفقه

### منهاج الطالبين وعمدة المفتين
كتاب المنهاج مختصر المحرر من أهم كتب الشافعية وأكثرها رصانة ودقة وإتقانا، وقد جمع الرافعي والنووي بين مدرستيي الفقه الخرسانية، والبغدادية. والمسائل المختارة خمسون مسألة، وما رجحه الرافعي قوي من حيث المذهب غالبا وما رجحه النووي قوي من حيث الدليل.

### روضة الطالبين
روضة الطالبين وعمدة المفتين، وهو اختصار كتاب الشرح الكبير للرافعي، من الكتب المعتمدة في المذهب الشافعي، وفيه توسع في عرض المسائل الفقهية.
اختصر النووي كتاب (فتح العزيز شرح الوجيز) للرافعي، في كتابه روضة الطالبين بطريقة متوسطة بين التطويل وبين الاختصار والإيضاح، وحذف الأدلة في معظمه ويشير إلى الخفي منها إشارات، واستوعب جميع فقه الكتاب حتى الوجوه الغريبة المنكرة، واقتصر على الأحكام دون المؤاخذات اللفظية، وضم إليه في أكثر المواضع تفريعات وتتمات، وذكر مواضع يسيرة على الإمام الرافعي فيها استدراكات، منبهًا عليها في مواطنها، كما التزم ترتيب الكتاب -إلا نادرا- لغرض من الأغراض، وقد ترك بعض الأشياء بينها في (شرح المهذب).

### المجموع
المجموع شرح المهذب، في الفروع، قال عنه الحافظ ابن كثير: «شرح المهذب الذي سماه المجموع، وصل فيه إلى كتاب الربا فأبدع فيه وأجاد وأفاد وأحسن الانتقاد، وحرر الفقه في المذهب وغيره، وحرر الحديث على ما ينبغي، والغريب واللغة وأشياء مهمة لا توجد إلا فيه..ولا أعرف في كتب الفقه أحسن منه».

### الإيضاح في المناسك
كتاب الإيضاح في المناسك، وقد خصصه للحديث عن مناسك الحج، وجعل فيه من النفائس ما لا ينبغي لطالب الحج أن تفوته كما أخبر بذلك في مقدمة كتابه

### تصحيح التنبيه
تصحيح التنبيه ويسمى: (العمدة في تصحيح التنبيه) وهو تعليقات على كتاب التنبيه لأبي إسحاق الشيرازي، أحد الكتب المعتمدة في المذهب عند المتقدمين، وفيها ما يقرب من ألف مسألة استدركها النووي على الشيرازي، ورجح فيها بما يتوافق مع المعتمد أو مع الدليل، فرغ منه 669هـ

### تحرير ألفاظ التنبيه
تحرير ألفاظ التنبيه أو لغة الفقه شرح لغوي لكتاب التنبيه في الفقه الشافعي للشيرازي، من أهم المراجع الفقهية، وهو شرح ألفاظ التنبيه، وتحرير ألفاظه، ويبحث في لغة الفقه وقد قام بجمع لغة الفقه في مذاهبه المختلفة في كتاب تهذيب الأسماء واللغات.

### النكت على التنبيه
النكت على التنبيه وهو رسالة تتضمن تعليقات على كتاب التنبيه لأبي إسحاق الشيرازي.

### التحقيق
التحقيق وهو من آواخر كتبه وصل فيه إلى باب صلاة المسافر، وقد جمع فيه أكثر مسائل المهذب بعبارة دقيقة مختصرة.

### التنقيح
التنقيح وهو حاشية على الوسيط للغزالي، وصل فيها إلى باب شروط الصلاة.

### الفتاوى
الفتاوى المسمى: المنثورات وعيون المسائل المهمات، وهي فتاوى رتبها تلميذه ابن العطار في أبواب مختلفة من الفقه على مذهب الشافعية.

### دقائق المنهاج
دقائق المنهاج شرح فيه ألفاظ مصنفه المنهاج، ووضع تحليلات لمسائله الدقيقة، وبين الفرق بين ألفاظه وألفاظ أصله: (كتاب المحرر).

### دقائق الروضة
دقائق الروضة وهو تعليقات على كتاب الروضة.
- مختصر شرح الوجيز لأبي حامد الغزالي

### مؤلفات أخرى
مهمات الأحكام ذكره السخاوي، والسيوطي، وقالا: هو قريب من التحقيق في كثرة الأحكام، إلا أنه لم يذكر فيه خلافاً، وقد وصل فيه إلى أثناء طهارة الثوب والبدن.
- مختصر التذنيب للرافعي.
- أدب المفتي والمستفتي.
- مسائل تخميس الغنائم.
- الترخيص في الإكرام والقيام.
- مختصر آداب الاستسقاء.
- رؤوس المسائل.
- مسألة نية الاغتراف.

## شرح المهذب
المجموع شرح المهذب، في الفروع، قال عنه الحافظ ابن كثير: شرح المهذب الذي سماه المجموع، وصل فيه إلى كتاب الربا فأبدع فيه وأجاد وأفاد وأحسن الانتقاد، وحرر الفقه في المذهب وغيره، وحرر الحديث على ما ينبغي، والغريب واللغة وأشياء مهمة لا توجد إلا فيه ولا أعرف في كتب الفقه أحسن منه.
تظهر فيه منهجيته العلمية في البحث، والمقارنة بين أدلة الأحكام على اختلاف المذاهب، والترجيح بحسب قوة الدليل، بما لديه ملكة علمية تؤهله لذلك.
قال في المجموع:
«وأحرص على تتبع كتب الأصحاب من المتقدمين والمتأخرين إلى زماني من المبسوطات والمختصرات وكذلك نصوص الإمام الشافعي صاحب المذهب رضي الله عنه فأنقلها من نفس كتبه المتيسرة عندي كالأم والمختصر، والبويطي وما نقله المفتون المعتمدون من الأصحاب، وكذلك أتتبع فتاوى الأصحاب، ومتفرقات كلامهم في الأصول والطبقات، وشروحهم للحديث وغيرها، وحيث أنقل حكما أو قولا أو وجها أو طريقا أو لفظة لغة أو اسم رجل أو حالة أو ضبط لفظة أو غير ذلك وهو من المشهور؛ أقتصر على ذكره من غير تعيين قائليه لكثرتهم. إلا أن أضطر إلى بيان قائليه لغرض مهم».

### أصل الكتاب
الكتاب هو شرح المهذب لأبي إسحاق الشيرازي، ضمن سلسلة كتب المذهب، قال النووي في شرح المهذب:
تنوع المصنفات «واشتهر منها لتدريس المدرسين وبحث المشتغلين (المهذب والوسيط)، وهما كتابان عظيمان صنفهما إمامان جليلان: أبو إسحاق إبراهيم بن علي بن يوسف الشيرازي، وأبو حامد محمد بن محمد الغزالي رضي الله عنهما، وتقبل ذلك، وسائر أعمالهما منهما.
وقد وفر الله الكريم دواعي العلماء من أصحابنا رحمهم الله تعالى الاشتغال بهذين الكتابين، وما ذاك إلا لجلالتهما، وعظم فائدتهما، وحسن نية ذينك الإمامين، وفي هذين الكتابين دروس المدرسين، وبحث المحصلين المحققين، وحفظ الطلاب المعتنين فيما مضى، وفي هذه الأعصار، في جميع النواحي والأمصار.
فإذا كانا كما وصفنا، وجلالتهما عند العلماء كما ذكرنا؛ كان من أهم الأمور العناية بشرحهما، إذ فيهما أعظم الفوائد، وأجزل العوائد، فإن فيهما مواضع كثيرة أنكرها أهل المعرفة، وفيها كتب معروفة مؤلفة، فمنها ما ليس عنه جواب سديد، ومنها ما جوابه صحيح موجود عتيد، فيحتاج إلى الوقوف على ذلك من لم تحضره معرفته، ويفتقر إلى العلم به من لم تحط به خبرته، وكذلك فيهما من الأحاديث واللغات وأسماء النقلة والرواة والاحترازات، والمسائل والمشكلات، والأصول المفتقرة إلى فروع، وتتمات ما لا بد من تحقيقه، وتبيينه بأوضح العبارات.
فأما الوسيط؛ فقد جمعت في شرحه جملا مفرقات، سأهذبها إن شاء الله تعالى في كتاب مفرد، واضحات متممات،
وأما المهذب فاستخرت الله الكريم، الرءوف الرحيم، في جمع كتاب في شرحه سميته: بـ(المجموع) والله الكريم أسأل أن يجعل نفعي وسائر المسلمين به من الدائم غير الممنوع».

## كتاب التبيان

التبيان في آداب حملة القرآن يتضمن عشرة أبواب، منها: ما يجب على حامل القرآن الكريم من آداب، وأوصاف حفظته، وطلبته، وآداب معلمه، وفضل تلاوته، وما أعد الله لأهل القرآن من إكرام، ويتضمن جملة من الأحكام الفقهية المتعلقة بالقرآن، والأسماء واللغات.
| - الباب الأول: في أطراف من فضيلة تلاوة القرآن وحملته - الباب الثاني: في ترجيح القرآن والقارئ على غيرهما - الباب الثالث: في إكرام أهل القرآن والنهي عن أذاهم - الباب الرابع: في آداب حامل القرآن ومتعلمه - الباب الخامس: في آداب حامل القرآن | - الباب السادس: في آداب القرآن وهو معظم الكتاب ومقصوده - الباب السابع: في آداب الناس كلهم مع القرآن - الباب الثامن: في الآيات والسور المستحبة في أوقات وأحوال مخصوصة - الباب التاسع: في كتابة القرآن وإكرام المصحف - الباب العاشر: في ضبط ألفاظ هذا الكتاب |

## مؤلفاته في علم الحديث
للنووي مصنفات في علم الحديث، تتضمن جمع نصوص الحديث، أو شرح الحديث، أو أصول الحديث (علم مصطلح الحديث).
ومن أهم كتبه في الحديث: كتاب المنهاج في شرح صحيح مسلم بن الحجاج، ومن مؤلفاته في متون الحديث: كتاب رياض الصالحين من كلام سيد المرسلين، والأربعون النووية، والأذكار المنتخب من كلام سيد الأبرار.

### في أصول الحديث
قرأ النووي مقدمة ابن الصلاح، ضمن دراسته في أصول الحديث، المسمى: علم مصطلح الحديث، ومن أهم مصنفاته في مصطلح الحديث: كتاب إرشاد طلاب الحقائق إلى معرفة سنن خير الخلائق، وكتاب التقريب والتيسير في معرفة سنن البشير النذير.

### مؤلفات أخرى
للنووي مؤلفات أخرى في علوم الحديث، وهي إما رسائل وتعليقات قصيرة، أو مؤلفات لم يتمها، منها: قطعة من شرح صحيح البخاري، وقطعة يسيرة من شرح سنن أبي داود في كتاب بعنوان: الإيجاز في شرح سنن أبي داود، وأيضا قطعة في الإملاء على حديث الأعمال بالنيات، وكتاب الأمالي (في الحديث).

## كتب الحديث

### شرح صحيح مسلم
شرح صحيح مسلم للنووي كتاب في الحديث النبوي اسمه كتاب «المنهاج» شرح صحيح مسلم بن الحجاج، أو شرح النووي على مسلم، مؤلفه: يحيى بن شرف النووي. شرح متوسط جمع فيه مؤلفه بين أحكام الفقه ومعاني الحديث النبوي، بطريق التحليل اللغوي لتفسير الحديث، والأحكام الفقهية، في صحيح مسلم، وقد راعى فيه بيان الألفاظ، وإظهار مشكلها، وتوضيح غامضها، واستنباط الأحكام.
وقد بين منهجه بقوله:
«فأذكر فيه إن شاء الله جملا من علومه الزاهرات، من أحكام الأصول والفروع والآداب والإشارات الزهديات، وبيان نفائس من أصول القواعد الشرعيات، وإيضاح معاني الألفاظ اللغوية وأسماء الرجال وضبط المشكلات، وبيان أسماء ذوي الكنى وأسماء آباء الأبناء والمبهمات، والتنبيه على لطيفة من حال بعض الرواة وغيرهم من المذكورين في بعض الأوقات، واستخراج لطائف من خفيات علم الحديث من المتون والأسانيد المستفادات، وضبط جمل من الأسماء المؤتلفات والمختلفات، والجمع بين الأحاديث التي تختلف ظاهرا».

## التهذيب
كتاب في لغة الفقه والتراجم، يبحث في الألفاظ والمباحث اللغوية وتراجم الأعلام في مختصر أبي إبراهيم المزني والمهذب والتنبيه والوسيط والوجيز والروضة مختصر شرح الوجيز
الأسماء الذكور وفيه ثمانية أبواب، أسماء الإناث وفيه سبعة أبواب، رتب الجميع على حروف المعجم.
اللغات: رتبها على حروف المعجم عند ترجمته للشخص يذكر موضعه في الكتب الستة وعدد مروياته إن كان له رواية، وعدد ما له في الصحيحين، وما له من غرائب المسائل المروية عنه وخاصة في باب الفقه.

## مؤلفات أخرى
- بستان العارفين (في الرقائق).
- مناقب الشافعي.
- مختصر أسد الغابة (في التراجم).
- تحفة طلاب الفضائل (في التفسير والحديث والفقه

- مسودة من طبقات الفقهاء وقد بيّضه الحافظ المزي.